# 斯圖代諾克 (蘇梅州)
51°41′40″N 34°7′28″E / 51.69444°N 34.12444°E

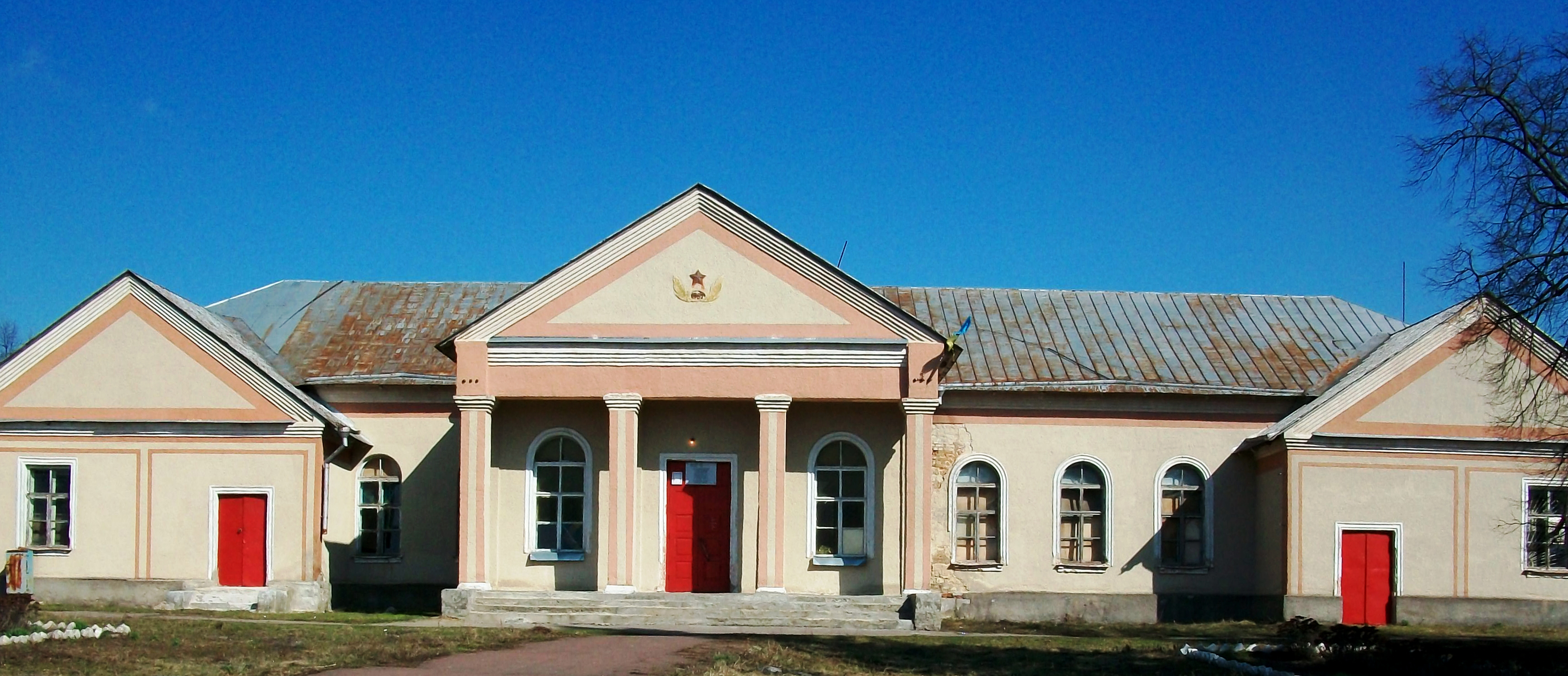
文化馆

斯圖代諾克（羅馬化：Studenok）是位於烏克蘭東北部的村莊，由蘇梅州紹斯特卡區的埃斯曼市鎮負責管轄。該村處於克列文河畔，距離比洛科佩托韋2公里，面積4平方公里，海拔高度154米，2001年人口903。